# Beckville
Beckville – miasto w Stanach Zjednoczonych, w stanie Teksas, w hrabstwie Panola.